# Szászivánfalvi erődtemplom
A szászivánfalvi erődtemplom műemlékké nyilvánított épület Romániában, Szeben megyében. A romániai műemlékek jegyzékében az SB-II-a-A-12403 sorszámon szerepel.